# سوليفان باريرا
سوليفان باريرا مواليد 25 فبراير 1982 في كوبا، هو ملاكم محترف كوبي يصنف ضمن فئة وزن خفيف الثقيل.

## المسيرة الاحترافية
من نزالاته:
- خسر أمام أندريه وارد (26-03-2016).
- انتصر على كارو مورات بالضربة القاضية (12-12-2015).
- انتصر على جيف لاسي بالضربة الفنية القاضية (30-01-2015).

## إحصائيات
خاض خلال مسيرته 18 نزالا، فاز في 17 ولم يتعادل وخسر في 1. فاز بالضربة القاضية في 12 نزالا.

## روابط خارجية
- سوليفان باريرا على موقع بوكس ريك (الإنجليزية) (registration required)